# Ywen Smock
Ywen Jules Jean Smock (Caienna, 29 settembre 1996) è un cestista francese.